# Рева, Константин Кузьмич
Константи́н Кузьми́ч Ре́ва (10 апреля 1921, село Суходол Глуховский уезд Черниговская губерния — 1 сентября 1997, Москва) — советский волейболист, нападающий, игрок сборной СССР (1949—1956). Двукратный чемпион мира, двукратный чемпион Европы, восьмикратный чемпион СССР, заслуженный мастер спорта СССР (1947).

## Биография
Родился 10 апреля 1921 года в селе Суходол Глуховского уезда Черниговской губернии (ныне — Глуховский район Сумской области Украины).

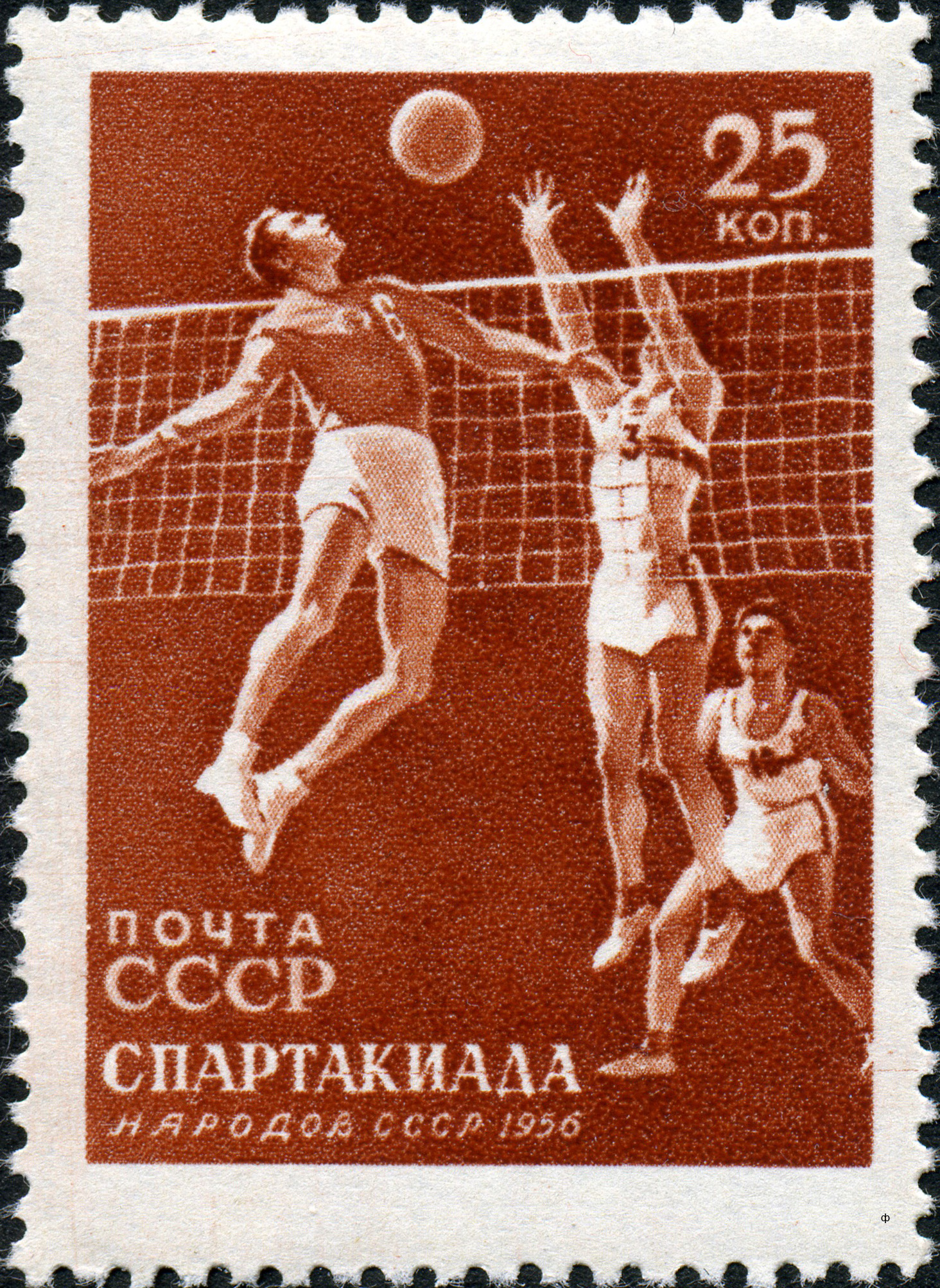
Почтовая марка СССР, посвящённая I Спартакиаде народов СССР.
Как утверждает исследователь сюжетов на почтовых марках Николай Кочетков, художник Л. Голованов создал рисунок этой марки по фотографии А. Батанова, сделанной на матче СССР — Франция на чемпионате мира по волейболу 1952 года в Москве (опубликована в журнале «Физкультура и спорт», № 7 за 1953 г.), на которой на переднем плане запечатлён Константин Рева

В 1940 году окончил I Московскую артиллерийскую спецшколу, в 1952 году — Краснознамённую Военно-воздушную академию. Участник Великой Отечественной войны, служил в 1-й воздушной истребительной армии Московского фронта ПВО.
Выступал за московские команды «Правда», «Спартак», ВИИЯКА, ЦДКА, ВВС МВО, ЦДСА, ЦСК МО. Восьмикратный чемпион СССР (1940, 1949, 1950, 1952—1955, 1958), серебряный (1946, 1956, 1957) и бронзовый (1947, 1948) призёр союзных чемпионатов, обладатель Кубка СССР (1953), серебряный призёр Спартакиады народов СССР (1956).
В 1949—1956 годах выступал за сборную СССР, в составе которой стал двукратным чемпионом мира (1949, 1952), бронзовым призёром чемпионата мира (1956), двукратным чемпионом Европы (1950, 1951). Победитель Всемирных студенческих игр (1947, 1949, 1951, 1953).
Современники Константина Ревы отмечали, что он владел всем набором технических средств классного игрока: одинаково сильно бил с обеих рук, обладал мощнейшей боковой подачей, мог в отчаянном броске вытащить безнадёжный мяч, мог сыграть и связующего. Но, прежде всего, он был нападающим. Невысокий ростом, но обладавший феноменальной прыгучестью, Рева взмывал по грудь над сеткой, и мог, например, исполнить знаменитую «мельницу»: занося правую руку для удара по мячу, поднимая за собой блокирующих, зависая в воздухе, дождаться, когда блок опустится, и резко ударить левой. Или «забить кола» — это когда мяч после удара по вертикальной траектории мимо блока вонзается в площадку. Или исполнить «крюк» — зависая в воздухе, ударить сбоку мимо опускающегося блока. О возможностях Ревы в атаке свидетельствует и такой факт: в финале первого в истории чемпионата мира по волейболу против команды Чехословакии Рева за четыре партии 81 раз получал мяч на завершающий удар, и только в пяти случаях противнику удавалось принять эти мячи.
Полковник авиации в отставке.
Скончался 1 сентября 1997 года в Москве. Похоронен на Троекуровском кладбище.
27 октября 2005 года имя Константина Ревы увековечено в волейбольном зале славы (город Холиок, штат Массачусетс, США). С 2009 года имя Ревы носят соревнования за Кубок России по волейболу среди мужчин.
24 ноября 2009 года в Москве на Аллее спортивной славы ЦСКА был открыт бронзовый бюст Константина Ревы.

### Семья
Был женат, дочь Елена.

## Награды
- орден Трудового Красного Знамени (27.04.1957) — «за успехи, достигнутые в деле развития массового физкультурного движения в стране, повышения мастерства советских спортсменов, и успешное выступление на международных соревнованиях»
- Орден Красной Звезды
- Орден Отечественной войны II степени
- Орден «Знак Почёта»
- медали «За оборону Москвы», «За боевые заслуги», «За победу над Германией в Великой Отечественной войне 1941—1945 гг.», «30 лет Советской Армии и Флота», «В память 800-летия Москвы», «За безупречную службу» I степени